# Cámara de Diputados de la Provincia de Buenos Aires
La Cámara de Diputados de la Provincia de Buenos Aires es una de las dos cámaras que forma la Legislatura Bonaerense (el Poder Legislativo provincial). 
Tiene 92 bancas, las cuales deben ajustarse a los resultados de cada censo efectuado cada 10 años, sin que pueda disminuir el número de bancas por cada distrito.
La mitad de sus miembros se renueva por elección popular cada dos años para un período de cuatro años. Los diputados representan directamente al pueblo de la provincia de Buenos Aires.
Su sede se encuentra en el Palacio Legislativo ubicado en la ciudad de La Plata. Desde diciembre del año 2024, el actual presidente es el diputado provincial Alexis Guerrera.

## Sistema electoral
La asignación de cargos se realiza utilizando un sistema —variante particular del cociente Hare— que consiste en dividir el número cien por la cantidad de diputados en cada sección electoral, obteniendo así un cociente que en porcentual servirá de piso 
en cada sección electoral que otorga mayor representación proporcional a la primera minoría y desplaza a las minorías (Ley de la Provincia de Buenos Aires N.º 5109, art 109). 
Los votos de los partidos que no obtienen dicho piso no se computan para el reparto de cargos. A los partidos que sí pasaron el piso se les asigna un diputado por cada vez obtuvieron la cantidad de votos del piso. 
Luego a esos partidos se les asigna un diputado más por el sobrante de votos y si quedan aun quedan diputados sin asignar le corresponderán al partido que obtuvo mayor cantidad de votos. 
El sistema electoral ha sido cuestionado por no respetar la proporcionalidad que exige el art. 60 de la Constitución de la Provincia de Buenos Aires.

## Requisitos
Para ser diputado se requiere haber cumplido la edad de Veintidós años, tener cinco años de ciudadanía en ejercicio, y ser natural de la provincia que lo elija, o con un año de residencia inmediata en ella.
Es incompatible el cargo de diputado con el de empleado a sueldo de la Provincia o de la Nación, y de miembro de los directorios de los establecimientos públicos de la Provincia. Exceptúanse los del magisterio en ejercicio y las comisiones eventuales.
Todo ciudadano que siendo diputado aceptase cualquier empleo de los expresados en el primer párrafo de este artículo, cesará por ese hecho de ser miembro de la Cámara.

## Autoridades
Son electas por el recinto, en la actualidad se componen de acuerdo al siguiente ordenamiento:
| Cargo               | Titular                    | Bloque | Bloque                | Partido                |
| ------------------- | -------------------------- | ------ | --------------------- | ---------------------- |
| Presidencia         | Alexis Guerrera            |        | Unión por la Patria   | Frente Renovador       |
| Vicepresidencia     | Enrique Alejandro Dichiara |        | Unión por la Patria   | Partido Justicialista  |
| Vicepresidencia 1ra | Adrián Urreli              |        | Propuesta Republicana | Propuesta Republicana  |
| Vicepresidencia 2da | Carlos Julio Moreno        |        | Unión por la Patria   | Partido Justicialista  |
| Vicepresidencia 3ra | María Alejandra Lordén     |        | UCR - Cambio Federal  | Unión Cívica Radical   |
| Vicepresidencia 4ta | Fabian Luayza Troncoso     |        | Union Renovación y Fe | Unión Celeste y Blanco |

## Presidencia
La Cámara de Diputados cuenta con un diputado, que entre sus pares es el elegido para gestionar tanto el área legislativa como la administrativa. Quien presida la gestión de la Cámara Baja provincial, deberá representar a la mayoría o ser miembro de la primera minoría.
Son funciones del presidente, conferidas por el artículo 28 del Reglamento Interno de la Cámara de Diputados de la Provincia de Buenos Aires
- Citar a sesiones de cualquier índole que fueren.
- Recibir y abrir las comunicaciones dirigidas a la Cámara y ponerlas en conocimiento.
- Llamar a los diputados al recinto y abrir la sesión inmediatamente de haber obtenido quórum.
- Determinar los asuntos que formarán el Orden del Día  (temario para el tratamiento legislativo) y los que reglamentariamente deba considerar la Cámara en cada sesión.
- Dirigir la discusión de conformidad al reglamento.
- Proponer las votaciones.
- Desempatar con voto doble en caso de paridad.
- Solicitar al Poder Ejecutivo y a sus ministros, a nombre de la Cámara, los informes que estime conveniente.
- Llamamiento al orden a los parlamentarios y a los miembros del Poder Ejecutivo citados.
- Administrar los fondos fijados por la Ley de Presupuesto para la Cámara.

### Presidentes Históricos de la Cámara
- 1854 - 1857: Manuel Escalada
- 1857 - 1858: Juan José Montes de Oca
- 1858 - 1861: Eduardo Costa
- 1861 - 1863: Andrés Somellera
- 1863 - 1865: Ventura Martínez
- 1865 - 1866: Mariano Acosta
- 1866 - 1867: Ventura Martínez
- 1867 - 1868: Julio Campos
- 1868 - 1870: Alejo González Garaño
- 1870 - 1871: Mauricio González Catán
- 1871 - 1874: Alejo González Garaño
- 1874 - 1875: Manuel Gache
- 1875 - 1877: Ricardo Lavalle
- 1877 - 1878: Roque Saénz Peña
- 1878 - 1879: Juan Carlos Belgrano
- 1879 - 1880: Bernardo de Irigoyen
- 1880 - 1881: Ceferino Araujo
- 1881 - 1882: Juan Darquier
- 1882 - 1884: Santiago Luro
- 1884 - 1887: Alberto Ugalde
- 1887 - 1888: Alberto Lartigau
- 1888 - 1889: Eduardo Sáenz
- 1889 - 1891: Máximo Portela
- 1891 - 1892: Eduardo Sáenz
- 1892 - 1893: Casimiro Villamayor
- 1893 - 1894: Julio Llanos
- 1894 - 1895: Tomás R. García
- 1895 - 1896: Adolfo Olivares
- 1896 - 1897: Emilio Castellanos
- 1897 - 1898: Eduardo Sáenz
- 1898 - 1899: Ramón Méndez
- 1899 - 1901: Mariano de la Riestra
- 1901 - 1902: Manuel González Bonorino
- 1902 - 1903: Pablo L. Palacios
- 1903 - 1904: Alcibíades Reyna
- 1904 - 1906: Juan Francisco Fernández
- 1906 - 1907: José María Vega
- 1907 - 1908: Juan Francisco Fernández
- 1908 - 1909: Guillermo A. Martínez
- 1909 - 1912: Arturo H. Massa
- 1912 - 1913: José Arce
- 1913 - 1916: Rodolfo P. Sarta
- 1916 - 1918: Luis J. Ruiz Guiñazú
- 1918 - 1920: José Víctor Noriega
- 1920 - 1921: Mario Cima
- 1921 - 1924: Carlos A. Sánchez
- 1924 - 1929: Modestino Pizarro
- 1929 - 1930: Juan J. Stagnaro
- 1930 - 1932: Cese por Golpe Militar
- 1932 - 1934: Luis María Berro
- 1934 - 1936: Juan Gaudencio Kaiser
- 1936 - 1937: Roberto Mario Uzal
- 1937 - 1937: Juan D. Buzón
- 1937 - 1938: Roberto Mario Uzal
- 1938 - 1939: Francisco Ramos
- 1939 - 1942: Francisco L. Allende
- 1942 - 1943: Francisco Ramos
- 1943 - 1946: Cese por intervención federal.
- 1946 - 1948: Roberto E. Cursack
- 1948 - 1952: Mario Mateo Goizueta
- 1952 - 1953: Arturo E. de Elías
- 1953 - 1955: Ítalo B. A. Piaggi
- 1955 - 1955: Jorge Alberto Simini
- 1955 - 1958: Cese por Golpe Militar
- 1958 - 1962: Héctor Portero
- 1962 - 1963: Cese por intervención federal.
- 1963 - 1966: Anastasio A. Pérez Vélez
- 1966 - 1966: Hipólito Delfor Peña
- 1966 - 1973: Cese por Golpe Militar
- 1973 - 1975: Manuel Lázaro Rocca
- 1975 - 1976: Blanca Rodríguez
- 1976 - 1983: Cese por Golpe Militar

### Presidentes de la Cámara 1983 - Actualidad
| Período           | Titular                 | Alianza | Alianza                          | Partido | Partido               |
| ----------------- | ----------------------- | ------- | -------------------------------- | ------- | --------------------- |
| 1983 - 1987       | Pascual Capelleri       |         | Unión Cívica Radical             |         | Unión Cívica Radical  |
| 1987 - 1989       | Luis Rodolfo Almar      |         | Unión Cívica Radical             |         | Unión Cívica Radical  |
| 1989 - 1997       | Osvaldo Mércuri         |         | Partido Justicialista            |         | Partido Justicialista |
| 1997 - 1998       | Francisco José Ferro    |         | La Alianza                       |         | Unión Cívica Radical  |
| 1998 - 1999       | Alejandro Mosquera      |         | La Alianza                       |         | Unión Cívica Radical  |
| 1999 - 2000       | Francisco José Ferro    |         | La Alianza                       |         | Unión Cívica Radical  |
| 2000 - 2001       | Aldo San Pedro          |         | Partido Justicialista            |         | Partido Justicialista |
| 2001 - 2005       | Osvaldo Mércuri         |         | Partido Justicialista            |         | Partido Justicialista |
| 2005 - 2007       | Ismael Passaglia        |         | Frente para la Victoria          |         | Partido Justicialista |
| 2007 - 2015       | Horacio Ramiro González |         | Frente para la Victoria          |         | Partido Justicialista |
| 2015 - 2016       | Jorge Sarghini          |         | Unidos por una Nueva Alternativa |         | Frente Renovador      |
| 2016 - 2019       | Manuel Mosca            |         | Cambiemos                        |         | Propuesta Republicana |
| 2019              | Marisol Merquel         |         | Cambiemos                        |         | Propuesta Republicana |
| 2019 - 2023       | Federico Otermín        |         | Frente de Todos                  |         | Partido Justicialista |
| 2023 - 2024       | Alejandro Dichiara      |         | Unión por la Patria              |         | Partido Justicialista |
| 2024 - actualidad | Alexis Guerrera         |         | Unión por la Patria              |         | Frente Renovador      |

## Secciones electorales
| Sección Electoral | Partidos | Diputados | Mapa |
| ----------------- | --- | --------- | ---- |
| 1ª                | Campana, Escobar, General Las Heras, General Rodríguez, General San Martín, Hurlingham, Ituzaingó, José C. Paz, Luján, Malvinas Argentinas, Marcos Paz, Mercedes, Merlo, Moreno, Morón, Navarro, Pilar, San Fernando, San Isidro, San Miguel, Suipacha, Tigre, Tres de Febrero y Vicente López                             | 19        |      |
| 2ª                | Arrecifes, Baradero, Capitán Sarmiento, Carmen de Areco, Colón, Exaltación de la Cruz, Pergamino, Ramallo, Rojas, Salto, San Andrés de Giles, San Antonio de Areco, San Nicolás, San Pedro y Zárate | 11        |      |
| 3ª                | Almirante Brown, Avellaneda, Berazategui, Berisso, Brandsen, Cañuelas, Ensenada, Esteban Echeverría, Ezeiza, Florencio Varela, La Matanza, Lanús, Lobos, Lomas de Zamora, Magdalena, Presidente Perón, Punta Indio, Quilmes y San Vicente                                                                                  | 18        |      |
| 4ª                | Alberti, Bragado, Carlos Casares, Carlos Tejedor, Chacabuco, Chivilcoy, Florentino Ameghino, General Arenales, General Pinto, General Viamonte, General Villegas, Hipólito Yrigoyen, Junín, Leandro N. Alem, Lincoln, Nueve de Julio, Pehuajó, Rivadavia y Trenque Lauquen                                                 | 11        |      |
| 5ª                | Ayacucho, Balcarce, Castelli, Chascomús, Dolores, General Alvarado, General Belgrano, General Guido, General Lavalle, General Madariaga, General Paz, General Pueyrredón, La Costa, Las Flores, Lezama, Lobería, Maipú, Mar Chiquita, Monte, Necochea, Pila, Pinamar, Rauch, San Cayetano, Tandil, Tordillo y Villa Gesell | 10        |      |
| 6ª                | Adolfo Alsina, Adolfo Gonzales Chaves, Bahía Blanca, Benito Juárez, Coronel Dorrego, Coronel Pringles, Coronel Rosales, Coronel Suárez, Daireaux, Guaminí, General Lamadrid, Laprida, Monte Hermoso, Patagones, Pellegrini, Puan, Saavedra, Salliqueló, Tres Arroyos, Tres Lomas, Tornquist y Villarino                    | 11        |      |
| 7ª                | Azul, Bolívar, General Alvear, Olavarría, Roque Pérez, Saladillo, Tapalqué y Veinticinco de Mayo | 6         |      |
| 8ª - Capital      | La Plata | 6         |      |
| Total             | Total | 92        |      |

## Composición actual (2023-2025)
| Sección Electoral | Diputado                          | Bloque | Bloque                                         | Inicio del Mandato | Fin del Mandato |
| ----------------- | --------------------------------- | ------ | ---------------------------------------------- | ------------------ | --------------- |
| 1                 | María Laura Aloisi                |        | Unión por la Patria                            | 2023               | 2027            |
| 1                 | Soledad Antonia Alonso            |        | Unión por la Patria                            | 2023               | 2027            |
| 1                 | Luciano David Bugallo di Prinzio  |        | Coalición Cívica                               | 2023               | 2027            |
| 1                 | Jazmín Ailén Carrizo              |        | La Libertad Avanza                             | 2023               | 2027            |
| 1                 | Oriana Colugnatti                 |        | La Libertad Avanza                             | 2023               | 2027            |
| 1                 | Héctor Rubén Eslaiman             |        | Unión por la Patria                            | 2023               | 2027            |
| 1                 | Juan José Esper Zamar             |        | La Libertad Avanza                             | 2023               | 2027            |
| 1                 | José María Férnandez              |        | Unión por la Patria                            | 2023               | 2027            |
| 1                 | Agustín Forchieri                 |        | PRO                                            | 2023               | 2027            |
| 1                 | María Salomé Jalil Toledo         |        | Unión y Libertad                               | 2023               | 2027            |
| 1                 | Carlos Fabián Luayza Troncozo     |        | Unión Renovación y Fe                          | 2023               | 2027            |
| 1                 | Leonardo José Moreno              |        | Unión por la Patria                            | 2023               | 2027            |
| 1                 | Margarita Alejandra Recalde       |        | Unión por la Patria                            | 2023               | 2027            |
| 1                 | Jorge Martín Rodriguez Alberti    |        | Unión por la Patria                            | 2023               | 2027            |
| 1                 | Viviana Yolanda Romano            |        | Unión Renovación y Fe                          | 2023               | 2027            |
| 1                 | María Noelia Saavedra             |        | Unión por la Patria                            | 2023               | 2027            |
| 1                 | Sabrina Inés Sabat                |        | Unión y Libertad                               | 2023               | 2027            |
| 1                 | Ana Rita Sallaberry               |        | PRO                                            | 2023               | 2027            |
| 1                 | Teodoro Ramón Vera Chavez         |        | La Libertad Avanza                             | 2023               | 2027            |
| 2                 | Fernanda Carolina Antonijevic     |        | PRO                                            | 2021               | 2025            |
| 2                 | Naldo Raúl Adalberto Brunelli     |        | Unión por la Patria                            | 2021               | 2025            |
| 2                 | María Paula Bustos                |        | PRO                                            | 2021               | 2025            |
| 2                 | Fernanda Díaz                     |        | Unión por la Patria                            | 2021               | 2025            |
| 2                 | Viviana Andrea Dirolli            |        | Acuerdo Cívico - UCR - GEN                     | 2021               | 2025            |
| 2                 | Lucía Lorena Klug                 |        | Unión por la Patria                            | 2021               | 2025            |
| 2                 | Julio Pasqualin                   |        | Acuerdo Cívico - UCR - GEN                     | 2021               | 2025            |
| 2                 | Santiago Ismael Passaglia         |        | PRO                                            | 2021               | 2025            |
| 2                 | Carlos Javier Puglelli            |        | Unión por la Patria                            | 2021               | 2025            |
| 2                 | Matías Fernando Ranzini           |        | PRO                                            | 2021               | 2025            |
| 2                 | Claudio Alberto Rossi             |        | UCR - Cambio Federal                           | 2021               | 2025            |
| 3                 | Kelly María Laura Cano            |        | Frente de Izquierda y de Trabajadores - Unidad | 2021               | 2025            |
| 3                 | Guillermo Pacagnini               |        | Frente de Izquierda y de Trabajadores - Unidad | 2021               | 2025            |
| 3                 | Pablo Matías Domenichini          |        | Acuerdo Cívico - UCR - GEN                     | 2021               | 2025            |
| 3                 | Moro Maricel Etchecoin            |        | Coalición Cívica                               | 2021               | 2025            |
| 3                 | Susana Haydeé González            |        | Unión por la Patria                            | 2021               | 2025            |
| 3                 | Mariana Larroque                  |        | Unión por la Patria                            | 2021               | 2025            |
| 3                 | Berenice Ivana Latorre de Caro    |        | Unión por la Patria                            | 2021               | 2025            |
| 3                 | Nazarena Carla Messias            |        | Acuerdo Cívico - UCR - GEN                     | 2021               | 2025            |
| 3                 | Martiniano Molina                 |        | PRO                                            | 2021               | 2025            |
| 3                 | Constanza Moragues Santos         |        | Desafío Bonaerense                             | 2021               | 2025            |
| 3                 | Liliana Alejandra Pintos          |        | Unión por la Patria                            | 2023               | 2025            |
| 3                 | Ayelén Itati Rasquetti            |        | Unión por la Patria                            | 2021               | 2025            |
| 3                 | María Florencia Retamoso          |        | La Libertad Avanza                             | 2021               | 2025            |
| 3                 | Ricardo Luis Rolleri              |        | Unión por la Patria                            | 2021               | 2025            |
| 3                 | Nicolás Russo                     |        | Unión por la Patria                            | 2021               | 2025            |
| 3                 | Sebastián Pascual                 |        | La Libertad Avanza                             | 2024               | 2025            |
| 3                 | Facundo Tignanelli                |        | Unión por la Patria                            | 2021               | 2025            |
| 3                 | Adrián Gonzalo Urreli             |        | PRO                                            | 2021               | 2025            |
| 4                 | Blanca Elida Alessi               |        | Unión y Libertad                               | 2023               | 2027            |
| 4                 | Gustavo Sergio Cuervo             |        | Unión Renovación y Fe                          | 2023               | 2027            |
| 4                 | Alexis Guerrera                   |        | Unión por la Patria                            | 2023               | 2027            |
| 4                 | Viviana Raquel Guzzo              |        | Unión por la Patria                            | 2023               | 2027            |
| 4                 | Valentín Miranda                  |        | UCR - Cambio Federal                           | 2023               | 2027            |
| 4                 | Micaela Edith Olivetto            |        | Unión por la Patria                            | 2023               | 2027            |
| 4                 | Maria Laura Ricchini              |        | PRO                                            | 2023               | 2027            |
| 4                 | Fernando Rovello                  |        | PRO                                            | 2023               | 2027            |
| 4                 | Martín Adolfo Rozas               |        | Unión y Libertad                               | 2023               | 2027            |
| 4                 | María Silvina Vaccarezza          |        | UCR - Cambio Federal                           | 2023               | 2027            |
| 4                 | Avelino Ricardo Zurro             |        | Unión por la Patria                            | 2023               | 2027            |
| 5                 | Gastón Andrés Abonjo              |        | La Libertad Avanza                             | 2023               | 2027            |
| 5                 | Marcela María Amelia Basualdo     |        | Unión por la Patria                            | 2023               | 2027            |
| 5                 | Romina Natalí Braga               |        | Coalición Cívica                               | 2023               | 2027            |
| 5                 | Geraldine Calvella                |        | La Libertad Avanza                             | 2024               | 2027            |
| 5                 | Matías Raúl Civale                |        | Acuerdo Cívico - UCR - GEN                     | 2023               | 2027            |
| 5                 | Juan Pablo de Jesús               |        | Unión por la Patria                            | 2023               | 2027            |
| 5                 | Germán di Cesare                  |        | Unión por la Patria                            | 2023               | 2027            |
| 5                 | Diego Raúl Garciarena             |        | UCR - Cambio Federal                           | 2023               | 2027            |
| 5                 | Sofía Pomponio                    |        | La Libertad Avanza                             | 2023               | 2027            |
| 5                 | Gustavo Arnaldo Pulti             |        | Unión por la Patria                            | 2023               | 2027            |
| 6                 | Maite Milagros Alvado             |        | Unión por la Patria                            | 2021               | 2025            |
| 6                 | Emiliano Balbín                   |        | UCR - Cambio Federal                           | 2021               | 2025            |
| 6                 | María Fernanda Bevilacqua         |        | Unión por la Patria                            | 2021               | 2025            |
| 6                 | Anahí Silvina Bilbao              |        | UCR - Cambio Federal                           | 2021               | 2025            |
| 6                 | Guillermo Ricardo Castello        |        | La Libertad Avanza                             | 2021               | 2025            |
| 6                 | Fernando Matias Compagnoni        |        | La Libertad Avanza                             | 2021               | 2025            |
| 6                 | Enrique Alejandro Dichiara        |        | Unión por la Patria                            | 2021               | 2025            |
| 6                 | Natalia Lorena Dziakowski         |        | Acuerdo Cívico - UCR - GEN                     | 2021               | 2025            |
| 6                 | Abigail Gabriela Gómez            |        | La Libertad Avanza                             | 2021               | 2025            |
| 6                 | Carlos Julio Moreno               |        | Unión por la Patria                            | 2021               | 2025            |
| 6                 | Gustavo Coria                     |        | PRO                                            | 2024               | 2025            |
| 7                 | Martín Julián Endere              |        | PRO                                            | 2023               | 2027            |
| 7                 | María Laura Fernández             |        | Unión y Libertad                               | 2023               | 2027            |
| 7                 | Ricardo Lissalde                  |        | Unión por la Patria                            | 2023               | 2027            |
| 7                 | María Alejandra Lordén            |        | UCR - Cambio Federal                           | 2023               | 2027            |
| 7                 | Luciana Padulo                    |        | Unión por la Patria                            | 2023               | 2027            |
| 7                 | Agustín Romo Ortega               |        | La Libertad Avanza                             | 2023               | 2027            |
| 8 - Capital       | Juan Ariel Archanco               |        | Unión por la Patria                            | 2021               | 2025            |
| 8 - Capital       | Claudio Gustavo Frangul           |        | Acuerdo Cívico - UCR - GEN                     | 2021               | 2025            |
| 8 - Capital       | Lucía Iañez                       |        | Unión por la Patria                            | 2021               | 2025            |
| 8 - Capital       | Juan Martin Malpeli               |        | Unión por la Patria                            | 2021               | 2025            |
| 8 - Capital       | Eduardo Fabián Perechodnik        |        | PRO                                            | 2021               | 2025            |
| 8 - Capital       | Julieta Elizabet Quintero Chasman |        | PRO                                            | 2021               | 2025            |
| Fuente:           |                                   |        |                                                |                    |                 |

## Composición histórica
| 2021-2023         | 2021-2023                         | 2021-2023 | 2021-2023                                      | 2021-2023          | 2021-2023       |
| Sección Electoral | Diputado                          | Bloque    | Bloque                                         | Inicio del Mandato | Fin del Mandato |
| ----------------- | --------------------------------- | --------- | ---------------------------------------------- | ------------------ | --------------- |
| 1                 | Soledad Antonia Alonso            |           | Frente de Todos                                | 2019               | 2023            |
| 1                 | Verónica Mabel Barbieri           |           | Juntos                                         | 2019               | 2023            |
| 1                 | Luciano David Bugallo di Prinzio  |           | Juntos                                         | 2019               | 2023            |
| 1                 | Catalina María Buitrago           |           | Juntos                                         | 2019               | 2023            |
| 1                 | Alex Malcolm Campbell             |           | Juntos                                         | 2019               | 2023            |
| 1                 | Walter Héctor Carusso             |           | Espacio Abierto Juntos                         | 2019               | 2023            |
| 1                 | Patricia Cubría                   |           | Frente de Todos                                | 2019               | 2023            |
| 1                 | Héctor Rubén Eslaiman             |           | Frente de Todos                                | 2019               | 2023            |
| 1                 | Débora Sabrina Galán              |           | Frente de Todos                                | 2019               | 2023            |
| 1                 | Juan Miguel Gómez Parodi          |           | Frente de Todos                                | 2019               | 2023            |
| 1                 | Adrián Eduardo Grana              |           | Frente de Todos                                | 2019               | 2023            |
| 1                 | Roxana Alejandra López            |           | Frente de Todos                                | 2019               | 2023            |
| 1                 | Matías Molle                      |           | Frente de Todos                                | 2019               | 2023            |
| 1                 | Juan José Pérez                   |           | Frente de Todos                                | 2019               | 2023            |
| 1                 | Noelia Florencia Ruiz             |           | Juntos                                         | 2019               | 2023            |
| 2                 | Fernanda Carolina Antonijevic     |           | Juntos                                         | 2021               | 2025            |
| 2                 | Naldo Raúl Adalberto Brunelli     |           | Frente de Todos                                | 2021               | 2025            |
| 2                 | María Paula Bustos                |           | Juntos                                         | 2021               | 2025            |
| 2                 | Fernanda Díaz                     |           | Frente de Todos                                | 2021               | 2025            |
| 2                 | Viviana Andrea Dirolli            |           | Juntos                                         | 2021               | 2025            |
| 2                 | Lucía Lorena Klug                 |           | Frente de Todos                                | 2021               | 2025            |
| 2                 | Julio Pasqualin                   |           | Juntos                                         | 2021               | 2025            |
| 2                 | Santiago Ismael Passaglia         |           | Juntos                                         | 2021               | 2025            |
| 2                 | Carlos Javier Puglelli            |           | Frente de Todos                                | 2021               | 2025            |
| 2                 | Matías Fernando Ranzini           |           | Juntos                                         | 2021               | 2025            |
| 2                 | Claudio Alberto Rossi             |           | Juntos                                         | 2021               | 2025            |
| 3                 | Graciela Beatriz Calderón         |           | Frente de Izquierda y de Trabajadores - Unidad | 2021               | 2023            |
| 3                 | Mariano Cascallares               |           | Frente de Todos                                | 2021               | 2025            |
| 3                 | Pablo Matias Domenichini          |           | Juntos                                         | 2021               | 2025            |
| 3                 | Maricel Etchecoin Moro            |           | Juntos                                         | 2021               | 2025            |
| 3                 | Susana Haydeé González            |           | Frente de Todos                                | 2021               | 2025            |
| 3                 | Guillermo Kane                    |           | Frente de Izquierda y de Trabajadores - Unidad | 2021               | 2025            |
| 3                 | Mariana Larroque                  |           | Frente de Todos                                | 2021               | 2025            |
| 3                 | Berenice Ivana Latorre de Caro    |           | Frente de Todos                                | 2021               | 2025            |
| 3                 | Nazarena Carla Messias            |           | Juntos                                         | 2021               | 2025            |
| 3                 | Martiniano Molina                 |           | Juntos                                         | 2021               | 2025            |
| 3                 | Constanza Moragues Santos         |           | La Libertad Avanza                             | 2021               | 2025            |
| 3                 | Federico Otermín                  |           | Frente de Todos                                | 2021               | 2025            |
| 3                 | Ayelén Itati Rasquetti            |           | Frente de Todos                                | 2021               | 2025            |
| 3                 | María Florencia Retamoso          |           | PRO Libertad                                   | 2021               | 2025            |
| 3                 | Ricardo Luis Rolleri              |           | Frente de Todos                                | 2021               | 2025            |
| 3                 | Nicolás Russo                     |           | Frente de Todos                                | 2021               | 2025            |
| 3                 | Nahuel Sotelo Larcher             |           | La Libertad Avanza                             | 2021               | 2025            |
| 3                 | Adrián Gonzalo Urreli             |           | Juntos                                         | 2021               | 2025            |
| 4                 | Valeria Arata                     |           | Frente de Todos                                | 2019               | 2023            |
| 4                 | Fabio Gustavo Britos              |           | 17 de Noviembre                                | 2019               | 2023            |
| 4                 | María Eugenia Brizzi              |           | Juntos                                         | 2019               | 2023            |
| 4                 | Alberto Rubén Conocchiari         |           | Frente de Todos                                | 2019               | 2023            |
| 4                 | Alexis Guerrera                   |           | Frente de Todos                                | 2019               | 2023            |
| 4                 | Viviana Raquel Guzzo              |           | Frente de Todos                                | 2019               | 2023            |
| 4                 | Valentín Miranda                  |           | Juntos                                         | 2019               | 2023            |
| 4                 | Micaela Edith Olivetto            |           | Frente de Todos                                | 2019               | 2023            |
| 4                 | Anastasia Peralta Ramos           |           | Juntos                                         | 2019               | 2023            |
| 4                 | María Laura Ricchini              |           | Juntos                                         | 2019               | 2023            |
| 4                 | Fernando Rovello                  |           | Juntos                                         | 2019               | 2023            |
| 4                 | Nora Rosana Salbitano             |           | Frente de Todos                                | 2019               | 2023            |
| 4                 | Mauricio Andrés Vivani            |           | Juntos                                         | 2019               | 2023            |
| 4                 | Vanesa Zuccari                    |           | Juntos                                         | 2019               | 2023            |
| 5                 | Maximiliano Abad                  |           | Juntos                                         | 2019               | 2023            |
| 5                 | Juan Pablo de Jesús               |           | Frente de Todos                                | 2019               | 2023            |
| 5                 | Germán di Cesare                  |           | Frente de Todos                                | 2019               | 2023            |
| 5                 | Sergio Martín Domínguez Yelpo     |           | Espacio Abierto Juntos                         | 2019               | 2023            |
| 5                 | Marcela Viviana Faroni            |           | Frente de Todos                                | 2019               | 2023            |
| 5                 | Melisa Gisela Greco               |           | Juntos                                         | 2019               | 2023            |
| 5                 | Débora Silvina Indarte            |           | Unidad para la Victoria                        | 2019               | 2023            |
| 5                 | Johanna Pamela Panebianco         |           | Juntos                                         | 2019               | 2023            |
| 5                 | José Ignacio Rossi                |           | Frente de Todos                                | 2019               | 2023            |
| 5                 | Natalia Andrea Sánchez Jáuregui   |           | Frente de Todos                                | 2019               | 2023            |
| 5                 | Sergio Hernán Siciliano           |           | Juntos                                         | 2019               | 2023            |
| 6                 | Maite Milagros Alvado             |           | Frente de Todos                                | 2021               | 2025            |
| 6                 | Emiliano Balbín                   |           | Juntos                                         | 2021               | 2025            |
| 6                 | María Fernanda Bevilacqua         |           | Frente de Todos                                | 2021               | 2025            |
| 6                 | Anahí Silvina Bilbao              |           | Juntos                                         | 2021               | 2025            |
| 6                 | Guillermo Ricardo Castello        |           | Libre                                          | 2021               | 2025            |
| 6                 | Fernando Matias Compagnoni        |           | Juntos                                         | 2021               | 2025            |
| 6                 | Enrique Alejandro Dichiara        |           | Frente de Todos                                | 2021               | 2025            |
| 6                 | Natalia Lorena Dziakowski         |           | Juntos                                         | 2021               | 2025            |
| 6                 | Abigail Gabriela Gómez            |           | PRO Libertad                                   | 2021               | 2025            |
| 6                 | Carlos Julio Moreno               |           | Frente de Todos                                | 2021               | 2025            |
| 6                 | Lorenzo Juan Natalí               |           | Juntos                                         | 2021               | 2025            |
| 7                 | Walter José Abarca                |           | Frente de Todos                                | 2019               | 2023            |
| 7                 | Juan Bautista María Carrara       |           | Juntos                                         | 2019               | 2023            |
| 7                 | Daniel Lipovetzky                 |           | Juntos                                         | 2019               | 2023            |
| 7                 | María Alejandra Lordén            |           | Juntos                                         | 2019               | 2023            |
| 7                 | Luciana Padulo                    |           | Frente de Todos                                | 2019               | 2023            |
| 7                 | César Daniel Valicenti            |           | Frente de Todos                                | 2019               | 2023            |
| 8 - Capital       | Juan Ariel Archanco               |           | Frente de Todos                                | 2021               | 2023            |
| 8 - Capital       | Claudio Gustavo Frangul           |           | Juntos                                         | 2021               | 2025            |
| 8 - Capital       | Lucía Iañez                       |           | Frente de Todos                                | 2021               | 2025            |
| 8 - Capital       | Juan Martin Malpeli               |           | Frente de Todos                                | 2021               | 2025            |
| 8 - Capital       | Eduardo Fabián Perechodnik        |           | Juntos                                         | 2021               | 2025            |
| 8 - Capital       | Julieta Elizabet Quintero Chasman |           | Juntos                                         | 2021               | 2025            |

| 2019-2021         | 2019-2021                        | 2019-2021 | 2019-2021                                      | 2019-2021          | 2019-2021       |
| Sección Electoral | Diputado                         | Bloque    | Bloque                                         | Inicio del Mandato | Fin del Mandato |
| ----------------- | -------------------------------- | --------- | ---------------------------------------------- | ------------------ | --------------- |
| 1                 | Soledad Antonia Alonso           |           | Frente de Todos                                | 2019               | 2023            |
| 1                 | Verónica Mabel Barbieri          |           | Juntos por el Cambio                           | 2019               | 2023            |
| 1                 | Luciano David Bugallo di Prinzio |           | Juntos por el Cambio                           | 2019               | 2023            |
| 1                 | Catalina María Buitrago          |           | Juntos por el Cambio                           | 2019               | 2023            |
| 1                 | Alex Malcolm Campbell            |           | Juntos por el Cambio                           | 2019               | 2023            |
| 1                 | Walter Héctor Carusso            |           | Cambio Federal                                 | 2019               | 2023            |
| 1                 | Patricia Cubría                  |           | Frente de Todos                                | 2019               | 2023            |
| 1                 | Héctor Rubén Eslaiman            |           | Frente de Todos                                | 2019               | 2023            |
| 1                 | Débora Sabrina Galán             |           | Frente de Todos                                | 2019               | 2023            |
| 1                 | Juan Miguel Gómez Parodi         |           | Frente de Todos                                | 2019               | 2023            |
| 1                 | Adrián Eduardo Grana             |           | Frente de Todos                                | 2019               | 2023            |
| 1                 | Roxana Alejandra López           |           | Frente de Todos                                | 2019               | 2023            |
| 1                 | Matías Molle                     |           | Frente de Todos                                | 2019               | 2023            |
| 1                 | Juan José Pérez                  |           | Frente de Todos                                | 2019               | 2023            |
| 1                 | Noelia Florencia Ruiz            |           | Juntos por el Cambio                           | 2019               | 2023            |
| 2                 | Andrea Carina Bosco              |           | Juntos por el Cambio                           | 2017               | 2021            |
| 2                 | Marcos Di Palma                  |           | Frente de Todos                                | 2017               | 2021            |
| 2                 | Fernanda Díaz                    |           | Frente de Todos                                | 2017               | 2021            |
| 2                 | Susana Lázzari                   |           | Juntos por el Cambio                           | 2017               | 2021            |
| 2                 | Micaela Morán                    |           | Frente de Todos                                | 2019               | 2021            |
| 2                 | Patricia Mabel Moyano            |           | Frente de Todos                                | 2017               | 2021            |
| 2                 | Oscar Ostoich                    |           | Frente de Todos                                | 2019               | 2021            |
| 2                 | Sandra Silvina Paris             |           | Juntos por el Cambio                           | 2017               | 2021            |
| 2                 | Santiago Ismael Passaglia        |           | Juntos por el Cambio                           | 2017               | 2021            |
| 2                 | Matías Fernando Ranzini          |           | Juntos por el Cambio                           | 2017               | 2021            |
| 2                 | Gustavo Rubén Vélez              |           | Juntos por el Cambio                           | 2017               | 2021            |
| 3                 | Fabiana Bertino                  |           | Frente de Todos                                | 2017               | 2021            |
| 3                 | Gabriela Gisel Besana            |           | Juntos por el Cambio                           | 2017               | 2021            |
| 3                 | Jorge Alberto D'Onofrio          |           | Frente de Todos                                | 2017               | 2021            |
| 3                 | Claudio Dellecarbonara           |           | Frente de Izquierda y de Trabajadores - Unidad | 2020               | 2021            |
| 3                 | Maricel Etchecoin Moro           |           | Juntos por el Cambio                           | 2017               | 2021            |
| 3                 | Mario Pablo Giacobbe             |           | 17 de Noviembre                                | 2017               | 2021            |
| 3                 | Susana Haydeé González           |           | Frente de Todos                                | 2017               | 2021            |
| 3                 | Mariana Larroque                 |           | Frente de Todos                                | 2017               | 2021            |
| 3                 | Federico Otermín                 |           | Frente de Todos                                | 2017               | 2021            |
| 3                 | Julio Pereyra                    |           | Frente de Todos                                | 2017               | 2021            |
| 3                 | Fernando Pérez                   |           | Cambio Federal                                 | 2017               | 2021            |
| 3                 | María Laura Ramírez              |           | Frente de Todos                                | 2017               | 2021            |
| 3                 | Nicolás Russo                    |           | Frente de Todos                                | 2019               | 2021            |
| 3                 | Guillermo Manuel Sánchez Sterli  |           | Juntos por el Cambio                           | 2017               | 2021            |
| 3                 | Facundo Tignanelli               |           | Frente de Todos                                | 2017               | 2021            |
| 3                 | María Elena Torresi              |           | Cambio Federal                                 | 2017               | 2021            |
| 3                 | Adrián Gonzalo Urreli            |           | Juntos por el Cambio                           | 2017               | 2021            |
| 3                 | María Cristina Vilotta           |           | Frente de Todos                                | 2019               | 2021            |
| 4                 | Valeria Arata                    |           | Frente de Todos                                | 2019               | 2023            |
| 4                 | Fabio Gustavo Britos             |           | 17 de Noviembre                                | 2019               | 2023            |
| 4                 | María Eugenia Brizzi             |           | Juntos por el Cambio                           | 2019               | 2023            |
| 4                 | Alberto Rubén Conocchiari        |           | Frente de Todos                                | 2019               | 2023            |
| 4                 | Alexis Guerrera                  |           | Frente de Todos                                | 2019               | 2023            |
| 4                 | Viviana Raquel Guzzo             |           | Frente de Todos                                | 2019               | 2023            |
| 4                 | Valentín Miranda                 |           | Juntos por el Cambio                           | 2019               | 2023            |
| 4                 | Micaela Edith Olivetto           |           | Frente de Todos                                | 2019               | 2023            |
| 4                 | Anastasia Peralta Ramos          |           | Juntos por el Cambio                           | 2019               | 2023            |
| 4                 | María Laura Ricchini             |           | Juntos por el Cambio                           | 2019               | 2023            |
| 4                 | Fernando Rovello                 |           | Juntos por el Cambio                           | 2019               | 2023            |
| 4                 | Nora Rosana Salbitano            |           | Frente de Todos                                | 2019               | 2023            |
| 4                 | Mauricio Andrés Vivani           |           | Juntos por el Cambio                           | 2019               | 2023            |
| 4                 | Vanesa Zuccari                   |           | Juntos por el Cambio                           | 2019               | 2023            |
| 5                 | Maximiliano Abad                 |           | Juntos por el Cambio                           | 2019               | 2023            |
| 5                 | Juan Pablo de Jesús              |           | Frente de Todos                                | 2019               | 2023            |
| 5                 | Germán di Cesare                 |           | Frente de Todos                                | 2019               | 2023            |
| 5                 | Sergio Martín Domínguez Yelpo    |           | Cambio Federal                                 | 2019               | 2023            |
| 5                 | Marcela Viviana Faroni           |           | Frente de Todos                                | 2019               | 2023            |
| 5                 | Melisa Gisela Greco              |           | Juntos por el Cambio                           | 2019               | 2023            |
| 5                 | Débora Silvina Indarte           |           | Frente de Todos                                | 2019               | 2023            |
| 5                 | Johanna Pamela Panebianco        |           | Juntos por el Cambio                           | 2019               | 2023            |
| 5                 | José Ignacio Rossi               |           | Frente de Todos                                | 2019               | 2023            |
| 5                 | Natalia Andrea Sánchez Jáuregui  |           | Partido Fe                                     | 2019               | 2023            |
| 5                 | Sergio Hernán Siciliano          |           | Juntos por el Cambio                           | 2019               | 2023            |
| 6                 | Rosío Soledad Antinori           |           | Juntos por el Cambio                           | 2017               | 2021            |
| 6                 | Laura Virginia Aprile            |           | Juntos por el Cambio                           | 2017               | 2021            |
| 6                 | Emiliano Balbín                  |           | Juntos por el Cambio                           | 2017               | 2021            |
| 6                 | María Fernanda Bevilacqua        |           | Frente de Todos                                | 2017               | 2021            |
| 6                 | Anahí Silvina Bilbao             |           | Juntos por el Cambio                           | 2017               | 2021            |
| 6                 | Pablo Humberto Garate            |           | Frente de Todos                                | 2017               | 2021            |
| 6                 | Gabriel Fernando Godoy           |           | Frente de Todos                                | 2017               | 2021            |
| 6                 | Marisol Merquel                  |           | Frente de Todos                                | 2017               | 2021            |
| 6                 | Carlos Julio Moreno              |           | Frente de Todos                                | 2017               | 2021            |
| 6                 | Santiago Andrés Nardelli         |           | Juntos por el Cambio                           | 2017               | 2021            |
| 6                 | Néstor Adrián Résico             |           | Juntos por el Cambio                           | 2017               | 2021            |
| 7                 | Walter José Abarca               |           | Frente de Todos                                | 2019               | 2023            |
| 7                 | Juan Bautista María Carrara      |           | Juntos por el Cambio                           | 2019               | 2023            |
| 7                 | Daniel Lipovetzky                |           | Juntos por el Cambio                           | 2019               | 2023            |
| 7                 | María Alejandra Lordén           |           | Juntos por el Cambio                           | 2019               | 2023            |
| 7                 | Luciana Padulo                   |           | Frente de Todos                                | 2019               | 2023            |
| 7                 | César Daniel Valicenti           |           | Frente de Todos                                | 2019               | 2023            |
| 8 - Capital       | Guillermo Arcadio Bardón         |           | Cambio Federal                                 | 2017               | 2021            |
| 8 - Capital       | María Carolina Barros Schelotto  |           | Juntos por el Cambio                           | 2017               | 2021            |
| 8 - Capital       | Guillermo Martín Escudero        |           | Frente de Todos                                | 2017               | 2021            |
| 8 - Capital       | Carolina Píparo                  |           | Juntos por el Cambio                           | 2017               | 2021            |
| 8 - Capital       | Diego Alejandro Rovella          |           | Juntos por el Cambio                           | 2017               | 2021            |
| 8 - Capital       | Florencia Saintout               |           | Frente de Todos                                | 2017               | 2021            |

| 2017-2019         | 2017-2019                     | 2017-2019 | 2017-2019                                 | 2017-2019          | 2017-2019       |
| Sección Electoral | Diputado                      | Bloque    | Bloque                                    | Inicio del Mandato | Fin del Mandato |
| ----------------- | ----------------------------- | --------- | ----------------------------------------- | ------------------ | --------------- |
| 1                 | Juan Francisco Andreotti      |           | Frente Renovador                          | 2015               | 2019            |
| 1                 | Verónica Mabel Barbieri       |           | Cambiemos Buenos Aires                    | 2015               | 2019            |
| 1                 | Walter Héctor Carusso         |           | Cambiemos Buenos Aires                    | 2015               | 2019            |
| 1                 | Patricia Cubría               |           | Movimiento Evita                          | 2015               | 2019            |
| 1                 | Juan Agustín Debandi          |           | Unidad Ciudadana–FPV–PJ                   | 2015               | 2019            |
| 1                 | Héctor Rubén Eslaiman         |           | Frente Renovador                          | 2015               | 2019            |
| 1                 | Daniel Ivoskus                |           | Cambiemos Buenos Aires                    | 2015               | 2019            |
| 1                 | Jorge Omar Mancini            |           | Cambiemos Buenos Aires                    | 2015               | 2019            |
| 1                 | Hugo Francisco Oroño          |           | Cambiemos Buenos Aires                    | 2015               | 2019            |
| 1                 | José Ottavis                  |           | Frente Amplio Justicialista               | 2015               | 2019            |
| 1                 | Lucía Portos                  |           | Unidad Ciudadana–FPV–PJ                   | 2015               | 2019            |
| 1                 | Santiago Eduardo Révora       |           | Unidad Ciudadana–FPV–PJ                   | 2015               | 2019            |
| 1                 | María José Tedeschi           |           | Cambiemos Buenos Aires                    | 2015               | 2019            |
| 1                 | César Ángel Torres            |           | Cambiemos Buenos Aires                    | 2015               | 2019            |
| 1                 | Carlos Urquiaga               |           | PJ - Unidad y Renovación                  | 2015               | 2019            |
| 2                 | Lisandro Emilio Bonelli       |           | Frente Renovador                          | 2017               | 2019            |
| 2                 | Andrea Bosco                  |           | Cambiemos Buenos Aires                    | 2017               | 2021            |
| 2                 | Marcos Di Palma               |           | Unidad Ciudadana–FPV–PJ                   | 2017               | 2021            |
| 2                 | Fernanda Díaz                 |           | Unidad Ciudadana–FPV–PJ                   | 2017               | 2021            |
| 2                 | Susana Lázzari                |           | Cambiemos Buenos Aires                    | 2017               | 2021            |
| 2                 | Patricia Moyano               |           | PJ - Unidad y Renovación                  | 2017               | 2021            |
| 2                 | Sandra Silvina Paris          |           | Cambiemos Buenos Aires                    | 2017               | 2021            |
| 2                 | Santiago Ismael Passaglia     |           | Cambiemos Buenos Aires                    | 2017               | 2021            |
| 2                 | Mariano Pinedo                |           | Unidad Ciudadana–FPV–PJ                   | 2017               | 2019            |
| 2                 | Matías Fernando Ranzini       |           | Cambiemos Buenos Aires                    | 2017               | 2021            |
| 2                 | Gustavo Rubén Vélez           |           | Cambiemos Buenos Aires                    | 2017               | 2021            |
| 3                 | Fabiana Bertino               |           | PJ - Unidad y Renovación                  | 2017               | 2021            |
| 3                 | Gabriela Gisel Besana         |           | Cambiemos Buenos Aires                    | 2017               | 2021            |
| 3                 | Blanca Haydeé Cantero         |           | Frente Renovador                          | 2017               | 2019            |
| 3                 | Jorge Alberto D'Onofrio       |           | Frente Renovador                          | 2017               | 2021            |
| 3                 | Maricel Etchecoin Moro        |           | Cambiemos Buenos Aires                    | 2017               | 2021            |
| 3                 | Mario Pablo Giacobbe          |           | Cambiemos Buenos Aires                    | 2017               | 2021            |
| 3                 | Susana Haydeé González        |           | Unidad Ciudadana–FPV–PJ                   | 2017               | 2021            |
| 3                 | Juan Carlos Haljan            |           | Unidad Ciudadana–FPV–PJ                   | 2017               | 2019            |
| 3                 | Guillermo Kane                |           | Frente de Izquierda y de los Trabajadores | 2017               | 2019            |
| 3                 | Mariana Larroque              |           | Unidad Ciudadana–FPV–PJ                   | 2017               | 2021            |
| 3                 | Federico Otermín              |           | PJ - Unidad y Renovación                  | 2017               | 2021            |
| 3                 | Julio Pereyra                 |           | PJ - Unidad y Renovación                  | 2017               | 2021            |
| 3                 | Fernando Pérez                |           | Cambiemos Buenos Aires                    | 2017               | 2021            |
| 3                 | María Laura Ramírez           |           | Unidad Ciudadana–FPV–PJ                   | 2017               | 2021            |
| 3                 | Guillermo Sánchez Sterli      |           | Cambiemos Buenos Aires                    | 2017               | 2021            |
| 3                 | Facundo Tignanelli            |           | Unidad Ciudadana–FPV–PJ                   | 2017               | 2021            |
| 3                 | María Elena Torresi           |           | Cambiemos Buenos Aires                    | 2017               | 2021            |
| 3                 | Adrián Gonzalo Urreli         |           | Cambiemos Buenos Aires                    | 2017               | 2021            |
| 4                 | Valeria Arata                 |           | Frente Renovador                          | 2015               | 2019            |
| 4                 | Mauricio Gabriel Barrientos   |           | Unidad Ciudadana–FPV–PJ                   | 2015               | 2019            |
| 4                 | Fabio Gustavo Britos          |           | Integrar                                  | 2015               | 2019            |
| 4                 | Marcelo Daletto               |           | Cambiemos Buenos Aires                    | 2015               | 2019            |
| 4                 | Miguel Ángel José Funes       |           | Unidad Ciudadana–FPV–PJ                   | 2015               | 2019            |
| 4                 | Rocío Giaccone                |           | Frente Amplio Justicialista               | 2015               | 2019            |
| 4                 | Lauro Manuel Grande           |           | Unidad Ciudadana–FPV–PJ                   | 2015               | 2019            |
| 4                 | Javier Carlos Mignaquy        |           | Frente Renovador                          | 2015               | 2019            |
| 4                 | María Laura Ricchini          |           | Cambiemos Buenos Aires                    | 2015               | 2019            |
| 4                 | Oscar Alberto Sánchez         |           | Cambiemos Buenos Aires                    | 2015               | 2019            |
| 4                 | Jorge Luis Silvestre          |           | Cambiemos Buenos Aires                    | 2015               | 2019            |
| 4                 | Mauricio Andrés Vivani        |           | Cambiemos Buenos Aires                    | 2015               | 2019            |
| 4                 | Vanesa Zuccari                |           | Cambiemos Buenos Aires                    | 2015               | 2019            |
| 4                 | Avelino Ricardo Zurro         |           | Unidad Ciudadana–FPV–PJ                   | 2015               | 2019            |
| 5                 | Maximiliano Abad              |           | Cambiemos Buenos Aires                    | 2015               | 2019            |
| 5                 | Guillermo Ricardo Castello    |           | Cambiemos Buenos Aires                    | 2015               | 2019            |
| 5                 | Juan Manuel Cheppi            |           | Frente Amplio Justicialista               | 2015               | 2019            |
| 5                 | Liliana Denot                 |           | Cambiemos Buenos Aires                    | 2015               | 2019            |
| 5                 | Sergio Martín Domínguez Yelpo |           | Cambiemos Buenos Aires                    | 2015               | 2019            |
| 5                 | Jorge Horacio Faroni          |           | Frente Renovador                          | 2015               | 2019            |
| 5                 | Carlos Ramiro Gutiérrez       |           | Frente Renovador                          | 2015               | 2019            |
| 5                 | Rodolfo Adrían Iriart         |           | Unidad Ciudadana–FPV–PJ                   | 2015               | 2019            |
| 5                 | María Alejandra Martínez      |           | Frente Amplio Justicialista               | 2015               | 2019            |
| 5                 | Roberto Omar Rago             |           | Cambiemos Buenos Aires                    | 2015               | 2019            |
| 5                 | José Ignacio Rossi            |           | Unidad Ciudadana–FPV–PJ                   | 2015               | 2019            |
| 6                 | Rosío Soledad Antinori        |           | Cambiemos Buenos Aires                    | 2017               | 2021            |
| 6                 | Laura Virginia Aprile         |           | Cambiemos Buenos Aires                    | 2017               | 2021            |
| 6                 | Emiliano Balbín               |           | Cambiemos Buenos Aires                    | 2017               | 2021            |
| 6                 | María Fernanda Bevilacqua     |           | Frente Renovador                          | 2017               | 2021            |
| 6                 | Anahí Silvina Bilbao          |           | Cambiemos Buenos Aires                    | 2017               | 2021            |
| 6                 | Pablo Humberto Garate         |           | Frente Renovador                          | 2017               | 2021            |
| 6                 | Gabriel Fernando Godoy        |           | Unidad Ciudadana–FPV–PJ                   | 2017               | 2021            |
| 6                 | Marisol Merquel               |           | PJ - Unidad y Renovación                  | 2017               | 2021            |
| 6                 | Carlos Julio Moreno           |           | Unidad Ciudadana–FPV–PJ                   | 2017               | 2021            |
| 6                 | Santiago Andrés Nardelli      |           | Cambiemos Buenos Aires                    | 2017               | 2021            |
| 6                 | Néstor Adrián Résico          |           | Cambiemos Buenos Aires                    | 2017               | 2021            |
| 7                 | Walter José Abarca            |           | Unidad Ciudadana–FPV–PJ                   | 2015               | 2019            |
| 7                 | Eduardo Alberto Barragán      |           | Cambiemos Buenos Aires                    | 2015               | 2019            |
| 7                 | Ricardo Lissalde              |           | Frente Renovador                          | 2015               | 2019            |
| 7                 | María Alejandra Lordén        |           | Cambiemos Buenos Aires                    | 2015               | 2019            |
| 7                 | Manuel Mosca                  |           | Cambiemos Buenos Aires                    | 2015               | 2019            |
| 7                 | César Daniel Valicenti        |           | Unidad Ciudadana–FPV–PJ                   | 2015               | 2019            |
| 8 - Capital       | Guillermo Bardón              |           | Cambiemos Buenos Aires                    | 2017               | 2021            |
| 8 - Capital       | Carolina Barros Schelotto     |           | Cambiemos Buenos Aires                    | 2017               | 2021            |
| 8 - Capital       | Guillermo Martín Escudero     |           | PJ - Unidad y Renovación                  | 2017               | 2021            |
| 8 - Capital       | Carolina Píparo               |           | Cambiemos Buenos Aires                    | 2017               | 2021            |
| 8 - Capital       | Diego Alejandro Rovella       |           | Cambiemos Buenos Aires                    | 2017               | 2021            |
| 8 - Capital       | Florencia Saintout            |           | Unidad Ciudadana–FPV–PJ                   | 2017               | 2021            |

| 2015-2017         | 2015-2017                     | 2015-2017 | 2015-2017                              | 2015-2017          | 2015-2017       |
| Sección Electoral | Diputado                      | Bloque    | Bloque                                 | Inicio del Mandato | Fin del Mandato |
| ----------------- | ----------------------------- | --------- | -------------------------------------- | ------------------ | --------------- |
| 1                 | Juan Francisco Andreotti      |           | Frente Renovador (UNA)                 | 2015               | 2019            |
| 1                 | Verónica Mabel Barbieri       |           | Cambiemos                              | 2015               | 2019            |
| 1                 | Walter Héctor Carusso         |           | Cambiemos                              | 2015               | 2019            |
| 1                 | Patricia Cubría               |           | Peronismo Para la Victoria-FPV         | 2015               | 2019            |
| 1                 | Juan Agustín Debandi          |           | Frente para la Victoria                | 2015               | 2019            |
| 1                 | Héctor Rubén Eslaiman         |           | Frente Renovador (UNA)                 | 2015               | 2019            |
| 1                 | Horacio Ramiro González       |           | Peronismo Para la Victoria-FPV         | 2015               | 2019            |
| 1                 | Daniel Hernán Ivoskus         |           | Cambiemos                              | 2015               | 2019            |
| 1                 | Jorge Omar Mancini            |           | Cambiemos                              | 2015               | 2019            |
| 1                 | Hugo Francisco Oroño          |           | Justicialismo Bonaerense               | 2015               | 2019            |
| 1                 | José María Ottavis Arias      |           | Frente para la Victoria                | 2015               | 2019            |
| 1                 | Lucía Portos                  |           | Frente para la Victoria                | 2015               | 2019            |
| 1                 | Santiago Eduardo Révora       |           | Frente para la Victoria                | 2015               | 2019            |
| 1                 | María José Tedeschi           |           | Cambiemos                              | 2015               | 2019            |
| 1                 | César Ángel Torres            |           | Cambiemos                              | 2015               | 2019            |
| 2                 | Lisandro Emilio Bonelli       |           | Frente Renovador (UNA)                 | 2013               | 2017            |
| 2                 | Manuel Elías                  |           | FPV-PJ                                 | 2013               | 2017            |
| 2                 | Víctor Daniel Monfasani       |           | Frente Renovador (UNA)                 | 2013               | 2017            |
| 2                 | Sandra Silvina Paris          |           | Cambiemos                              | 2013               | 2017            |
| 2                 | Héctor Andrés Quinteros       |           | FPV-PJ                                 | 2013               | 2017            |
| 2                 | María del Huerto Ratto        |           | Frente Renovador (UNA)                 | 2013               | 2017            |
| 2                 | Graciela Nora Rego            |           | Peronismo Para la Victoria-FPV         | 2013               | 2017            |
| 2                 | Jorge Leonardo Santiago       |           | GEN-Progresistas                       | 2013               | 2017            |
| 2                 | Eduardo Marcelo Torres        |           | Frente para la Victoria                | 2013               | 2017            |
| 2                 | Mario Gustavo Vignali         |           | Cambiemos                              | 2013               | 2017            |
| 2                 | Orlando Yans                  |           | Cambiemos                              | 2013               | 2017            |
| 3                 | Carlos Alberto Acuña          |           | Frente Renovador (UNA)                 | 2013               | 2017            |
| 3                 | Marcelo Eduardo Díaz          |           | GEN-Progresistas                       | 2013               | 2017            |
| 3                 | Hernán Diego Doval            |           | Peronismo Para la Victoria-FPV         | 2013               | 2017            |
| 3                 | Mario Pablo Giacobbe          |           | Justicialismo Bonaerense               | 2013               | 2017            |
| 3                 | Julio Rubén Ledesma           |           | Frente Renovador (UNA)                 | 2013               | 2017            |
| 3                 | Mónica López                  |           | Peronismo Bonaerense                   | 2013               | 2017            |
| 3                 | Juan José Mussi               |           | Frente para la Victoria                | 2013               | 2017            |
| 3                 | Luis Fernando Navarro         |           | Peronismo Para la Victoria-FPV         | 2013               | 2017            |
| 3                 | Karina María Verónica Nazábal |           | Frente para la Victoria                | 2013               | 2017            |
| 3                 | Fernando Pérez                |           | Cambiemos                              | 2013               | 2017            |
| 3                 | Liliana Alejandra Pintos      |           | FPV-PJ                                 | 2013               | 2017            |
| 3                 | Evangelina Elizabeth Ramírez  |           | FPV-PJ                                 | 2013               | 2017            |
| 3                 | Alfonso Aníbal Regueiro       |           | Frente para la Victoria                | 2013               | 2017            |
| 3                 | Mariano Sabino San Pedro      |           | FPV-PJ                                 | 2013               | 2017            |
| 3                 | Alicia Sánchez                |           | FPV-PJ                                 | 2013               | 2017            |
| 3                 | Mónica Leticia Schlotthauer   |           | Frente de Izquierda y los Trabajadores | 2016               | 2017            |
| 3                 | María Elena Torresi           |           | Cambiemos                              | 2013               | 2017            |
| 3                 | Sergio Omar Villordo          |           | Frente Renovador (UNA)                 | 2013               | 2017            |
| 4                 | María Valeria Arata           |           | Frente Renovador (UNA)                 | 2015               | 2019            |
| 4                 | Mauricio Gabriel Barrientos   |           | FPV-PJ                                 | 2015               | 2019            |
| 4                 | Fabio Gustavo Britos          |           | Frente Renovador (UNA)                 | 2015               | 2019            |
| 4                 | Marcelo Daletto               |           | Cambiemos                              | 2015               | 2019            |
| 4                 | Miguel Ángel José Funes       |           | Frente para la Victoria                | 2015               | 2019            |
| 4                 | Rocío Soledad Giaccone        |           | Frente para la Victoria                | 2015               | 2019            |
| 4                 | Lauro Manuel Grande           |           | Frente para la Victoria                | 2015               | 2019            |
| 4                 | Javier Carlos Mignaquy        |           | Frente Renovador (UNA)                 | 2015               | 2019            |
| 4                 | María Laura Ricchini          |           | Cambiemos                              | 2015               | 2019            |
| 4                 | Oscar Alberto Sanchez         |           | Cambiemos                              | 2015               | 2019            |
| 4                 | Jorge Luis Silvestre          |           | Cambiemos                              | 2015               | 2019            |
| 4                 | Mauricio Andrés Vivani        |           | Cambiemos                              | 2015               | 2019            |
| 4                 | Vanesa Zuccari                |           | Cambiemos                              | 2015               | 2019            |
| 4                 | Avelino Ricardo Zurro         |           | Frente para la Victoria                | 2015               | 2019            |
| 5                 | Maximiliano Abad              |           | Cambiemos                              | 2015               | 2019            |
| 5                 | Guillermo Ricardo Castello    |           | Cambiemos                              | 2015               | 2019            |
| 5                 | Juan Manuel Cheppi            |           | Frente para la Victoria                | 2015               | 2019            |
| 5                 | Liliana Denot                 |           | Cambiemos                              | 2015               | 2019            |
| 5                 | Sergio Martín Domínguez Yelpo |           | Cambiemos                              | 2015               | 2019            |
| 5                 | Javier Horacio Faroni         |           | Frente Renovador (UNA)                 | 2015               | 2019            |
| 5                 | Carlos Ramiro Gutiérrez       |           | Frente Renovador (UNA)                 | 2015               | 2019            |
| 5                 | Rodolfo Adrián Iriart         |           | FPV-PJ                                 | 2015               | 2019            |
| 5                 | María Alejandra Martínez      |           | FPV-PJ                                 | 2015               | 2019            |
| 5                 | Roberto Omar Rago             |           | Cambiemos                              | 2015               | 2019            |
| 5                 | José Ignacio Rossi            |           | Frente para la Victoria                | 2015               | 2019            |
| 6                 | Rosío Soledad Antinori        |           | Cambiemos                              | 2013               | 2017            |
| 6                 | María Marta Corrado           |           | Frente Renovador (UNA)                 | 2013               | 2017            |
| 6                 | Rodolfo Marcelo di Pascuale   |           | Peronismo Federal                      | 2013               | 2017            |
| 6                 | Marcelo Feliú                 |           | FPV-PJ                                 | 2013               | 2017            |
| 6                 | Pablo Humberto Garate         |           | Frente Renovador (UNA)                 | 2013               | 2017            |
| 6                 | Gabriel Fernando Godoy        |           | Frente para la Victoria                | 2013               | 2017            |
| 6                 | Rubén Carlos Grenada          |           | GEN-Progresistas                       | 2013               | 2017            |
| 6                 | Marisol Merquel               |           | Frente para la Victoria                | 2013               | 2017            |
| 6                 | Ricardo Alejo Moccero         |           | FPV-PJ                                 | 2013               | 2017            |
| 6                 | Santiago Andrés Nardelli      |           | Cambiemos                              | 2013               | 2017            |
| 6                 | Luis Alberto Oliver           |           | Cambiemos                              | 2013               | 2017            |
| 7                 | Walter José Abarca            |           | FPV-PJ                                 | 2015               | 2019            |
| 7                 | Eduardo Alberto Barragán      |           | Cambiemos                              | 2015               | 2019            |
| 7                 | Ricardo Lissalde              |           | Frente Renovador (UNA)                 | 2015               | 2019            |
| 7                 | María Alejandra Lordén        |           | Cambiemos                              | 2015               | 2019            |
| 7                 | Manuel Mosca                  |           | Cambiemos                              | 2015               | 2019            |
| 7                 | César Daniel Valicenti        |           | Frente para la Victoria                | 2015               | 2019            |
| 8 - Capital       | María Valeria Amendolara      |           | FPV-PJ                                 | 2013               | 2017            |
| 8 - Capital       | Juan José Amondarain          |           | Frente Renovador (UNA)                 | 2013               | 2017            |
| 8 - Capital       | Juan Daniel Cocino            |           | GEN-Progresistas                       | 2013               | 2017            |
| 8 - Capital       | Gustavo Gabriel di Marzio     |           | Peronismo Para la Victoria-FPV         | 2013               | 2017            |
| 8 - Capital       | Diego Alejandro Rovella       |           | Cambiemos                              | 2013               | 2017            |
| 8 - Capital       | Jorge Emilio Sarghini         |           | Frente Renovador (UNA)                 | 2013               | 2017            |